# Heterochemmis mutatus
Heterochemmis mutatus is een spinnensoort in de taxonomische indeling van de bodemzakspinnen (Liocranidae). De spin leeft op de bodem en maakt geen web. Het dier behoort tot het geslacht Heterochemmis. De wetenschappelijke naam van de soort werd voor het eerst geldig gepubliceerd in 1940 door Gertsch & Davis.